# Sowjetische Marine
Die sowjetische Marine (russisch Военно-морской флот СССР Wojenno-morskoij flot SSSR, wörtlich Seekriegsflotte der UdSSR) war als maritimer Arm der Roten Armee und später der Sowjetarmee Teilstreitkraft der Streitkräfte der Sowjetunion. Sie nahm unter anderem am Zweiten Weltkrieg teil, hatte später größeren Einfluss auf die Ereignisse des Kalten Krieges und bildete gemeinsam mit den anderen Flotten des Warschauer Paktes die Seestreitkräfte des Bündnisses.
Sie entstand während der Oktoberrevolution 1917 aus der Kaiserlich Russischen Marine und stand über 73 Jahre lang im Dienst der Sowjetunion. Im Zuge des Niedergangs der Sowjetunion 1991 löste sie sich formal auf, jedoch gingen viele Bestände des Inventars und der Mannstärke in die Russische Seekriegsflotte über. Sie litt zeitlebens an ihrer untergeordneten Rolle, konnte sich jedoch später stärker gewichten und so die größte U-Boot-Flotte der Geschichte aufstellen.
Die ältere Bezeichnung bis 1946 war Rote Arbeiter- und Bauern-Flotte (RKKF), meist zu Rote Flotte abgekürzt.

## Geschichte

### Vorgeschichte
Das Zarenreich hatte lange Zeit keine starke maritime Tradition. Besonders aufgrund seiner geographischen Lage hatte Russland wenig günstige Zugangsmöglichkeiten zur Hochsee, die zudem noch oft saisonbedingt von Eis blockiert waren. Russland war eine klassische Landmacht, dies schlug sich vor allem auf das Militär nieder. Dazu kam, dass bei Russlands Größe und zentraler Lage in Eurasien der Überseehandel gegenüber den Landverbindungen nur eine geringe Bedeutung hatte und somit eine große Marine zum Schutz des Überseehandels entbehrlich war. Dies änderte sich unter Peter I., der Russland nach westlichem Vorbild modernisieren wollte. 1695 wurde schließlich die Kaiserlich Russische Marine gegründet. So begannen zur Zeit der Entstehung des Russischen Kaiserreichs auch erstmals ernsthafte Bestrebungen Russlands zum Aufbau von Seestreitkräften.

### Gründung und Zwischenkriegszeit (1919–1941)

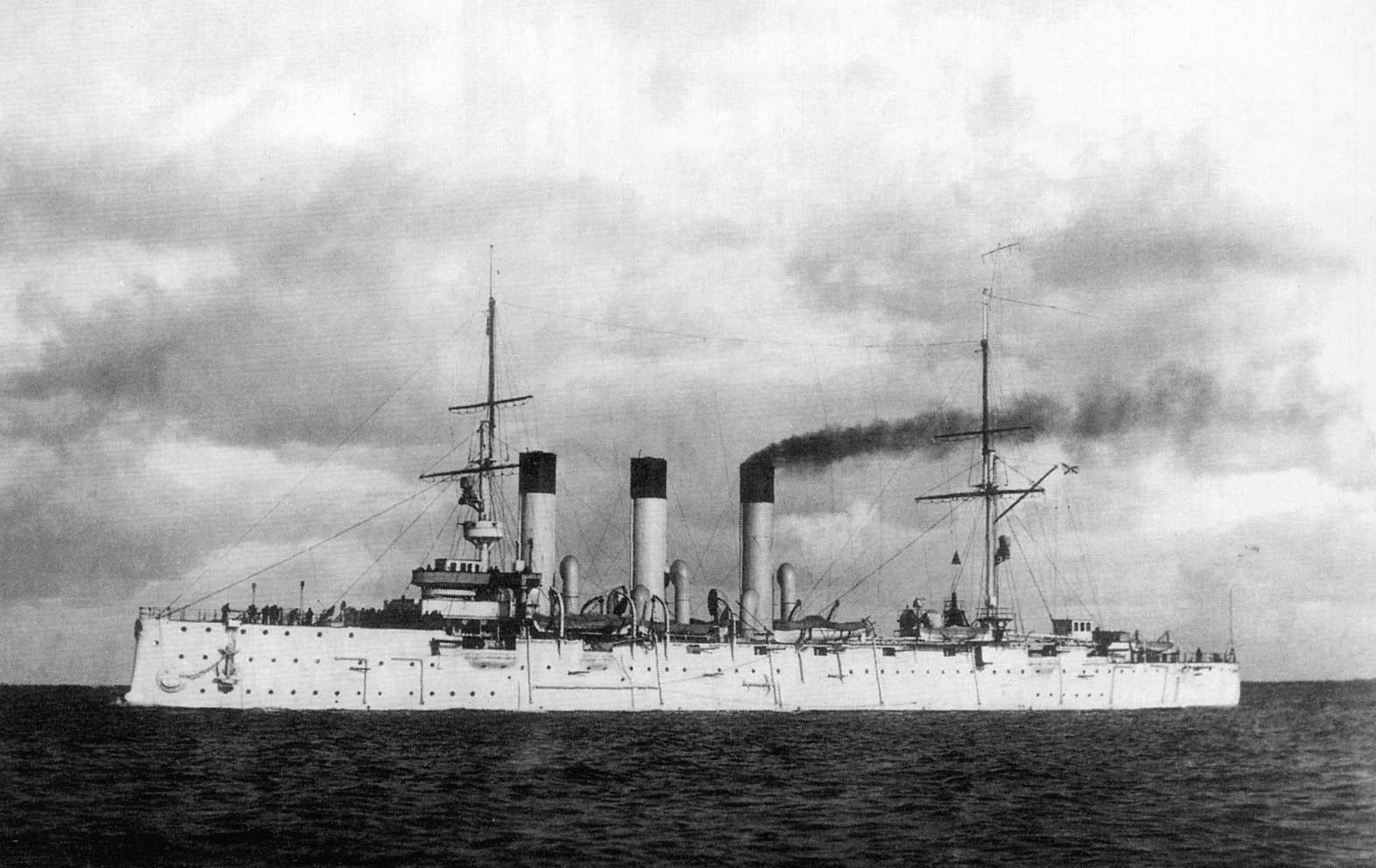
Die Aurora war inoffiziell das erste sowjetische Kriegsschiff, nachdem die Besatzung 1917 kurz vor der Oktoberrevolution zu den Bolschewiki überlief.

Die sowjetische Marine entstand nach der Oktoberrevolution aus der Flotte der Republik Russlands, welche im Zuge der Februarrevolution die Nachfolge der Kaiserlich Russischen Marine des Russischen Kaiserreichs antrat. Viele Schiffe dienten auch nach der Oktoberrevolution weiter, wenn auch unter anderen Namen. Als das erste Schiff der sowjetischen Marine kann der Panzerdeckkreuzer Aurora gesehen werden, welcher seine Bugkanone als Signal zum Sturm auf das Winterpalais abfeuerte, nachdem dessen Mannschaft zu den Bolschewiki übergelaufen war.
Die sowjetische Marine, als Rote Arbeiter-und-Bauern-Flotte (russisch: „Рабоче-Крестьянский Красный Флот“ (РККФ) oder Rabotschje-Krest'janskij Krasnij Flot, RKKF) bezeichnet, wurde offiziell 1918 gegründet. Aufgrund der materiellen Einschränkungen beschränkte sich die Rolle der Marine in den Anfangszeiten auf Informationsbeschaffung, Aufklärung und Küstenverteidigung. Der Fokus lag auf kleinen Einheiten (U-Boote, Zerstörer usw.), Luftüberlegenheit und dem Verbund der Waffengattungen. An schweren Einheiten besaß sie nur einige veraltete Schlachtschiffe der Gangut-Klasse. Da die Aufmerksamkeit des Staates größtenteils nach innen gerichtet war, sah die Marine keinen Sinn in Wartung oder Ausbildung.
Im Zuge der „Großen Säuberung“ musste auch die Marine Einbußen im Bereich Personal und somit Erfahrung hinnehmen.
Die Marine stellte dennoch einen gewichtigen Faktor dar. Ein Zeichen  für das wahrgenommene mangelhafte Drohpotential der Marine war, dass die Sowjetunion nicht eingeladen wurde, am Washingtoner Marineabkommen teilzunehmen, das Größe und Kapazitäten der mächtigsten Seestreitkräfte beschränken sollte. Erst im Zuge des 3. Fünfjahresplans (1938–1942) wurde ein umfangreiches Aufrüstungsprogramm aufgelegt und hierzu ein eigenes Volkskommissariat für Militär und Meeresangelegenheiten eingerichtet.
Zwischen 1926 und 1928 fanden kontroverse Diskussionen um die Frage „Welchen Flotten brauchen wir?“ zwischen der sogenannten Alten Schule, die eine klassische Flotte aus Schlachtschiffen und Kreuzern befürwortete, und der Jungen Schule, die eine massive Verwendung von Minen, kleinen U-Booten, Torpedo-Schnellboten und Flugzeugen zur aktiven Küstenverteidigung gegen die Gefahr konterrevolutionärer Landungen, befürwortete. Solche Landungen befürchtete man damals von der britischen Navy und Großbritannien galt als Hauptfeind. Nach einer Sitzung des Revolutionären Kriegsrates am 8. Mai 1928 gewannen die Vertreter der Jungen Schule die Oberhand. Zwischen 1934 und 1936 begann sich die Politik Stalins und der sowjetischen Führung zu ändern und man nahm Kurs auf den Aufbau einer Hochseeflotte von Super-Schlachtschiffen. Bis 1947 sollten nach verschiedenen Plänen nicht weniger als 15 bis 24 Schlachtschiffe, 2 Flugzeugträger (Projekt 71) für 40–45 Flugzeuge, 22 Kreuzer, 144 bis 182 Zerstörer und 344 bis 375 U-Booten mit 2 bis 3 Millionen tons entstehen. 38 % der Flotte waren für den Pazifik, 26 % für die Ostsee, 19 % für das Schwarze Meer und 17 % für das Nordmeer vorgesehen. Am 19. Oktober 1940 wurde beschlossen lediglich die 3 begonnenen Schlachtschiffe der Sowjetski-Sojus-Klasse und 2 Schlachtkreuzer fertigzustellen und die weiteren Kiellegungen zurückzustellen.

### Zweiter Weltkrieg (1941–1945)
Im Zweiten Weltkrieg kam der sowjetischen Marine eine zunächst untergeordnete Rolle zu. Im Rahmen des Winterkrieges kam es zu kleineren Aktionen in der Ostsee; diese umschlossen größtenteils Artillerieduelle mit finnischen Küstenforts, die von sowjetischer Seite mit Kreuzern und Schlachtschiffen geführt wurden.
Im Deutsch-Sowjetischen Krieg ab Juni 1941 bekam die Sowjetunion im Rahmen des Leih- und Pachtvertrages (Lend-Lease) einen starken Zulauf an Schiffen, insgesamt 810.000 Tonnen an Marinematerial. Dazu gehörten 195 Torpedoboote und 105 U-Boot-Jäger, die hauptsächlich mit Geleitzügen über die Barentssee geliefert wurden. Geschützt wurden sie hauptsächlich von britischen und angloamerikanischen Marineverbänden und im Rahmen des Handelskrieges von der Kriegsmarine gestört. Diese neuen Einheiten waren den U-Booten der deutschen Kriegsmarine bei der Verteidigung von sowjetischen Konvois ein gefährlicher Gegner. In der Frühphase des Krieges wurde ein Großteil der Roten Flotte in der Ostsee durch finnische und deutsche Minenfelder, insbesondere durch die sogenannten Juminda- und Apolda-Sperren, bei der Belagerung Leningrads von 1941 bis 1944 eingeschlossen. Zusätzlich behinderten starke deutsche Luftangriffe ein Ausbrechen aus dem engen Bottnischen Meerbusen. Einige Einheiten überlebten im Schwarzen Meer, wo sie während der Schlacht um Sewastopol 1941–1942 die Stadt Sewastopol verteidigten.
1942 und 1943 führte die Wolgaflottille einen Kampf gegen die Verminung der Wolga.

### Kalter Krieg (1945–1991)
Nach dem Krieg beschloss Stalin, dass die Sowjetunion unter allen Umständen fähig sein müsse, mit dem Westen zu konkurrieren. Es wurde ein Rüstungsprogramm aufgelegt, um wenigstens quantitativ mit dem Westen gleichzuziehen. Ebenso wurde die Marine von Rote Flotte in Sowjetische Marine umbenannt. Wichtiger Bestandteil der maritimen Aufrüstung der Sowjetunion war der Bau von U-Booten, die technisch auf deutschen Kriegsmarine-Modellen beruhten. In der Nachkriegszeit wurde jedes Jahr eine große Anzahl dieser Boote vom Stapel gelassen. Später verbesserte die Sowjetunion durch die Kombination neuester eigener Forschungsergebnisse und von NS-Deutschland und den westlichen Nationen im Zuge von Reparationen übernommener Technologie ihre U-Boote allmählich, blieb aber in manchen Aspekten eine Generation hinter den NATO-Ländern zurück, vor allem bei der Geräuschtarnung und der Sonar-Technologie.
Eine grundlegende Neuorientierung der sowjetischen Marine trat unter Admiral Sergei G. Gorschkow ein, der 1956 Nikolai G. Kusnezow als Oberbefehlshaber ablöste. 1953 war Stalin gestorben; sein Nachfolger Chruschtschow änderte dessen Flottenpolitik massiv.
In Gorschkows Ära orientierte sich die sowjetische Flotte mit außerordentlichen Anstrengungen und einem enormen Aufrüstungsschub darauf, eine Ebenbürtigkeit mit der US Navy zu erreichen und weltweit auf den Ozeanen präsent zu sein.

Die sowjetische Marine beeilte sich, ihre Überwasserflotte mit Raketen verschiedener Arten auszustatten. Tatsächlich wurde es ein Markenzeichen sowjetischen Designs, auf relativ kleinen Schiffen – und schnellen Raketenbooten – schwere Raketen zu stationieren, während im Westen ein solcher Zug taktisch nicht für durchführbar gehalten wurde. Daneben besaß die sowjetische Marine auch einige sehr große Lenkwaffenkreuzer mit gewaltiger Feuerkraft, wie die Atomkreuzer der Kirow-Klasse und die konventionell getriebenen Kreuzer der Slava-Klasse, die aus der Kirow-Klasse abgeleitet sind.

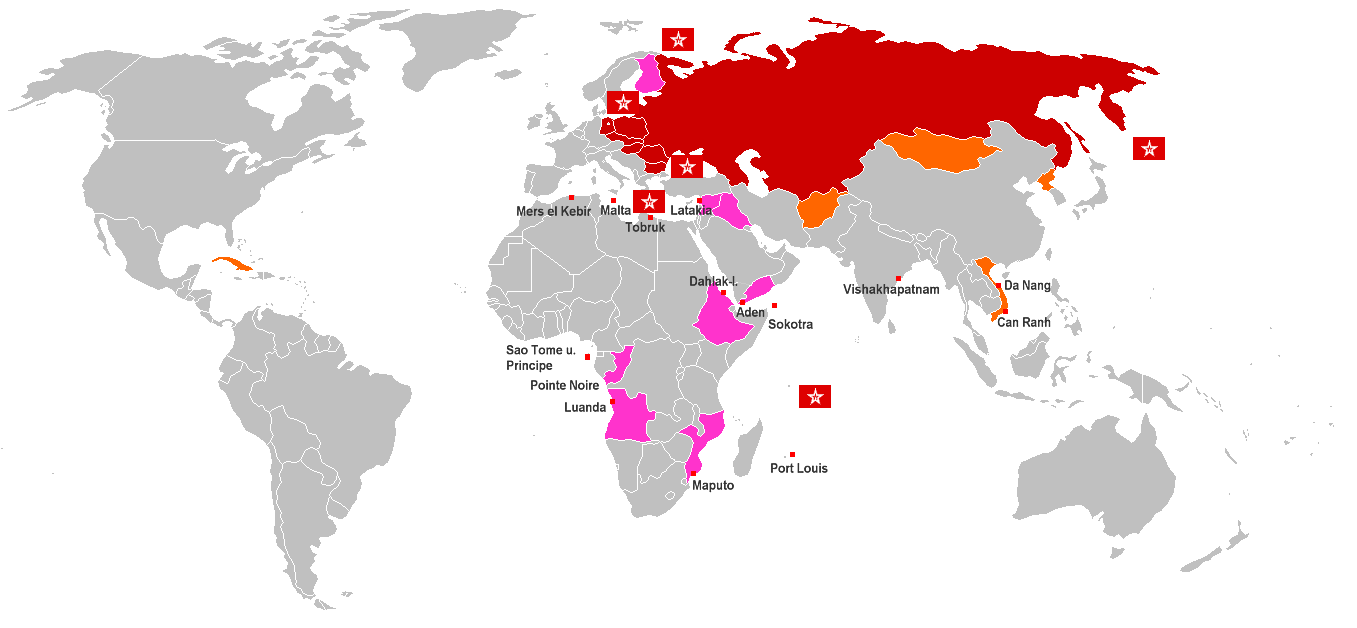
Sowjetische Marinebasen und Ankerrechte 1984

1968 und 1969 erschienen die sowjetischen Flugdeckkreuzer Moskwa und Leningrad der Moskwa-Klasse, gefolgt von dem ersten von vier Flugzeugträgern der Kiew-Klasse 1973. Die sowjetische Militärführung versuchte, mit den großen amerikanischen Superflugzeugträgern mitzuhalten, indem sie das Projekt Orel in Auftrag gab. Dieses wurde aufgrund veränderter Prioritäten noch am Zeichenbrett gestrichen. In den 1980er Jahren baute die sowjetische Marine ihren ersten echten Flugzeugträger, die Tbilisi (später in Admiral Kusnezow umbenannt). Im Unterschied zu Flugzeugträgern anderer Staaten besaßen die Kiew-Klasse und die Admiral Kusnezow ihre eigenen Offensivraketen. In der zweiten Hälfte der 1980er Jahre versuchte die Sowjetunion wieder, einen Superflugzeugträger zu bauen, die Uljanowsk. Das Schiff war fast fertig, als das Ende des Kalten Krieges kam, und wurde daraufhin verschrottet.
Trotz dieser Erfolge besaß die sowjetische Marine nie wie die US-Navy eine große Flugzeugträgerflotte, wohingegen sie als einzige eine große Anzahl strategischer Bomber der Awiazija wojenno-morskogo flota (AW-MF) in einer maritimen Rolle einsetzte. Die Tupolew-Bomber wie die Tupolew Tu-16 und die Tupolew Tu-22M waren mit Hochgeschwindigkeits-Antischiffsraketen ausgerüstet. Die Hauptrolle dieser Flugzeuge war es, die NATO-Versorgungskonvois, die im Rahmen der Operation REFORGER von Nordamerika nach Europa fuhren, abzufangen.
Die große sowjetische Flotte an Angriffs-U-Booten hatte dieselbe Funktion, aber zielte auch gegen die amerikanischen Flugzeugträger-Kampfgruppen. Zusätzlich besaß die sowjetische Marine auch zahlreiche Lenkwaffen-U-Boote wie die Oscar-Klasse und eine Vielzahl von U-Booten mit ballistischen Raketen, darunter die größten U-Boote der Welt, die Typhoon-Klasse.
Die sowjetische Marine hatte beim Betrieb Sicherheitsprobleme, besonders bei nuklear betriebenen Schiffen, die mit dem ersten Atom-U-Boot, der K-3 Leninski Komsomol und der durch dieses Boot begründeten November-Klasse ihren Ausgang nahmen. Sie hatte während des Kalten Krieges mehrere Zwischenfälle bei ihren Atom-U-Booten. Darunter waren bekannte wie der der K-219 und der der K-278 Komsomolez, die durch Feuer verloren gingen; außerdem ein nukleares Leck bei K-19, woran mehrere Crew-Mitglieder starben (siehe auch Spielfilm: K-19 – Showdown in der Tiefe). Unzulängliche sowjetische Atom-Sicherheit und Schadenskontrolltechniken waren normalerweise daran schuld. Die sowjetische Seite gab dagegen häufig Kollisionen mit US-Unterseebooten die Schuld; Behauptungen, die möglicherweise einen wahren Kern enthalten. Dies wird wohl unklar bleiben, da die US-Navy über Unfälle nicht spricht, solange es keine Todesfälle oder nukleare Zwischenfälle gab. Trotzdem waren zu Ende des Kalten Krieges 1991 noch immer viele U-Boote der ersten Generation im Dienst der sowjetischen Marine. Ursache dafür war, dass die sowjetischen U-Boote eine geringere Zielpräzision ihrer Raketen hatten und zudem bemerkt worden war, dass viele von ihnen von leiseren westlichen Angriffs-U-Booten beschattet wurden, die sie zu einem frühen Zeitpunkt eines möglichen Konflikts ausgeschaltet hätten. Dies zwang die sowjetische Armeeführung, an der Philosophie „Sicherheit durch Anzahl“ festzuhalten.
Im Mai 1989 verkaufte die Sowjetunion im Rahmen eines 3-Milliarden-Dollar-Deals 17 U-Boote, einen Kreuzer, einen Zerstörer und eine Fregatte an Pepsi. Die Schiffe waren nicht mehr Kampftauglich und wurden anschließend an ein Abwrackunternehmen in Schweden verkauft.
Der Zerfall der Sowjetunion traf die nun ehemalige sowjetische Marine hart. Sie wurde zwischen den maritimen Nachfolgestaaten der ehemaligen Sowjetrepubliken (Russland, Ukraine, Estland, Lettland und Litauen) aufgeteilt. Vor allem die Schwarzmeerflotte verbrachte mehrere Jahre in einem unklaren Zustand, bevor sich Russland und die Ukraine auf ein Abkommen einigten. Dieses wurde am 28. Mai 1997 unterzeichnet.

## Organisation
Die sowjetische Marine war in mehrere Hauptflotten nach geographischer Region aufgeteilt:
- Nordflotte (Murmansk)
- Pazifikflotte (Wladiwostok)
- Schwarzmeerflotte (Sewastopol)
- Baltische Flotte (Baltijsk)

Weiter bestanden kleinere Einheiten für weitere Regionen:
- Kaspische Flottille
- 5. Geschwader (Mittelmeer)
- Indisches Geschwader (Indischer Ozean, Persischer Golf)

Die Kaspische Flottille war eine halbunabhängige Formation, die administrativ unter dem Kommando der Schwarzmeerflotte stand, während das Indische Geschwader unter dem der Pazifischen Flotte stand und von dort auch seine Einheiten bezog. Andere Teile schlossen die Seefliegerkräfte, Marineinfanterie und die Küstenartillerie ein. Nach dem Ende des Kalten Krieges wurde die sowjetische Marine als Russische Marine reformiert.

## Stärke
Siehe auch: Liste von Schiffen der sowjetischen Marine
Die Stärke der Roten Flotte variierte je nach Zeit sehr stark. Zu Beginn der Operation Barbarossa verfügte die Marine über schätzungsweise 67.000 Mann, davon ca. 8000 Offiziere. Im Jahr 1984 taten 467.000 Soldaten Dienst, 186.000 davon an Bord von Schiffen.
Stand 1990 verfügte die sowjetische Marine über folgende Einheiten:
63 U-Boote mit ballistischen Raketen
- 6 Projekt 941 (Typhoon-Klasse)
- 40 Projekt 667B (Delta-Klasse)
- 12 Projekt 667A (Yankee-Klasse)
- 5 Projekt 658 (Hotel-Klasse)

72 U-Boote mit Marschflugkörpern
- 6 Projekt 949 (Oskar-Klasse)
- 14 Projekt 670 (Charlie-Klasse)
- 30 Projekt 659 (Echo-Klasse)
- 16 Projekt 651 (Juliett-Klasse)

68 U-Boote mit nuklearem Antrieb
- 5 Projekt 971 (Akula-Klasse)
- 2 Projekt 945 (Sierra-Klasse)
- 6 Projekt 705 (Alfa-Klasse)
- 46 Projekt 671 (Victor-Klasse)
- 6 Projekt 627 (November-Klasse)
- 3 Projekt 667 (Yanke-SSN-Klasse)

63 konventionelle Jagd-Uboote
- 18 Projekt 877 (Kilo-Klasse)
- 20 Projekt 641B (Tango-Klasse)
- 25 Projekt 641 (Foxtrot-Klasse)

9 Unterstützungs-U-Boote
- 1 Projekt 1710 (Beluga-Klasse)
- 1 Projekt 1840 (Lima-Klasse)
- 2 Projekt 940 (India-Klasse)
- 4 Projekt 690 (Bravo-Klasse)
- 1 Projekt 865 (Losos-Klasse)

Flugzeugträger/Hubschrauberträger
- 1 Projekt 11435 (Kuznezow-Klasse)
- 4 Projekt 1143 (Kiew-Klasse)
- 2 Projekt 1123 (Moskau-Klasse)

3 Schlachtkreuzer
- 3 Projekt 1144 (Kirow-Klasse)

30 Kreuzer
- 3 Projekt 1164 (Slava-Klasse)
- 7 Projekt 1134B (Kara-Klasse)

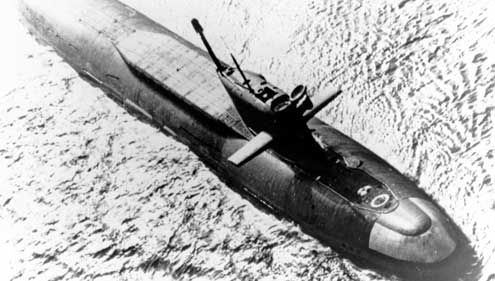
Raketen-U-Boot der Yankee I-Klasse, etwa 1971

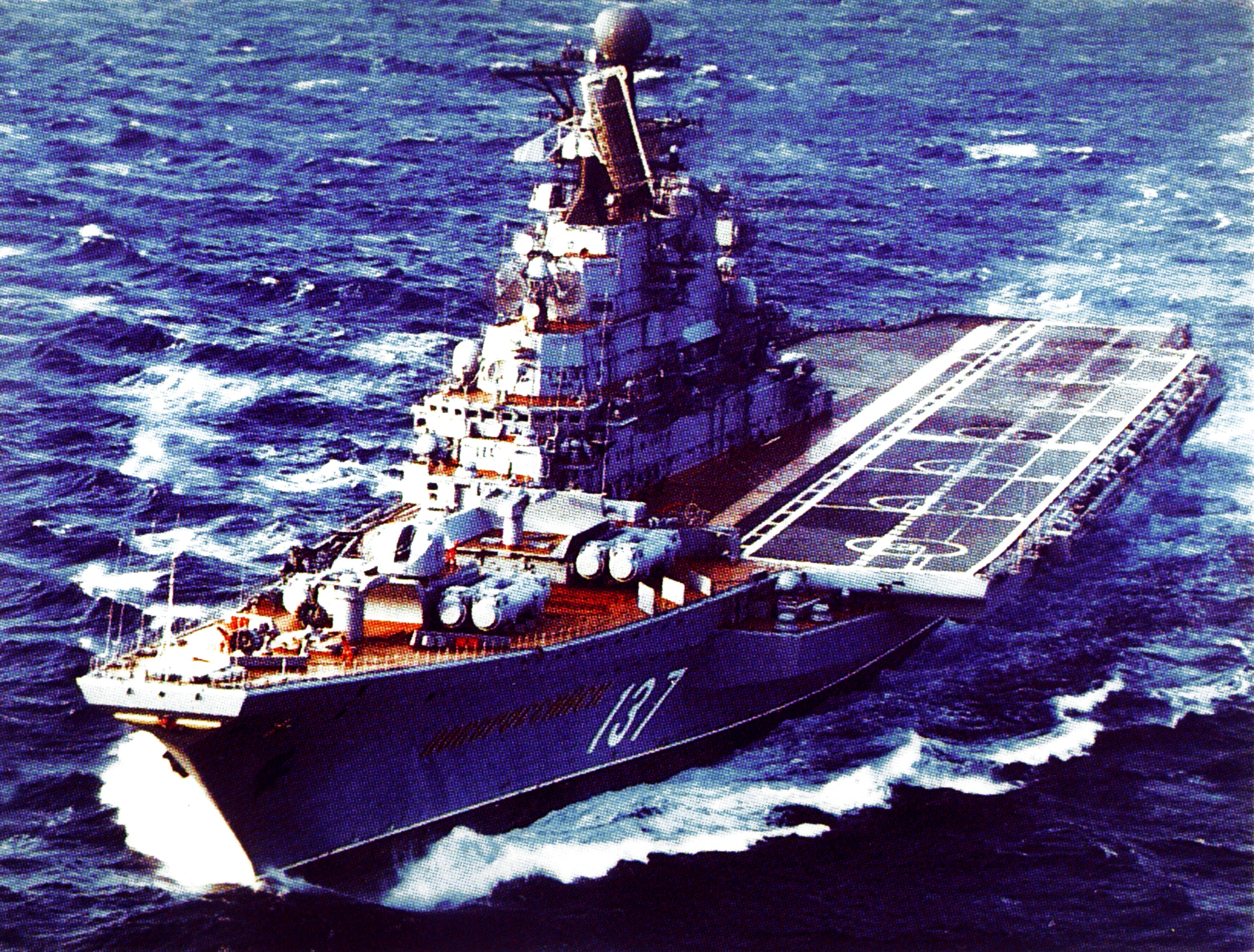
Flugzeugträger der Kiew-Klasse, 1986

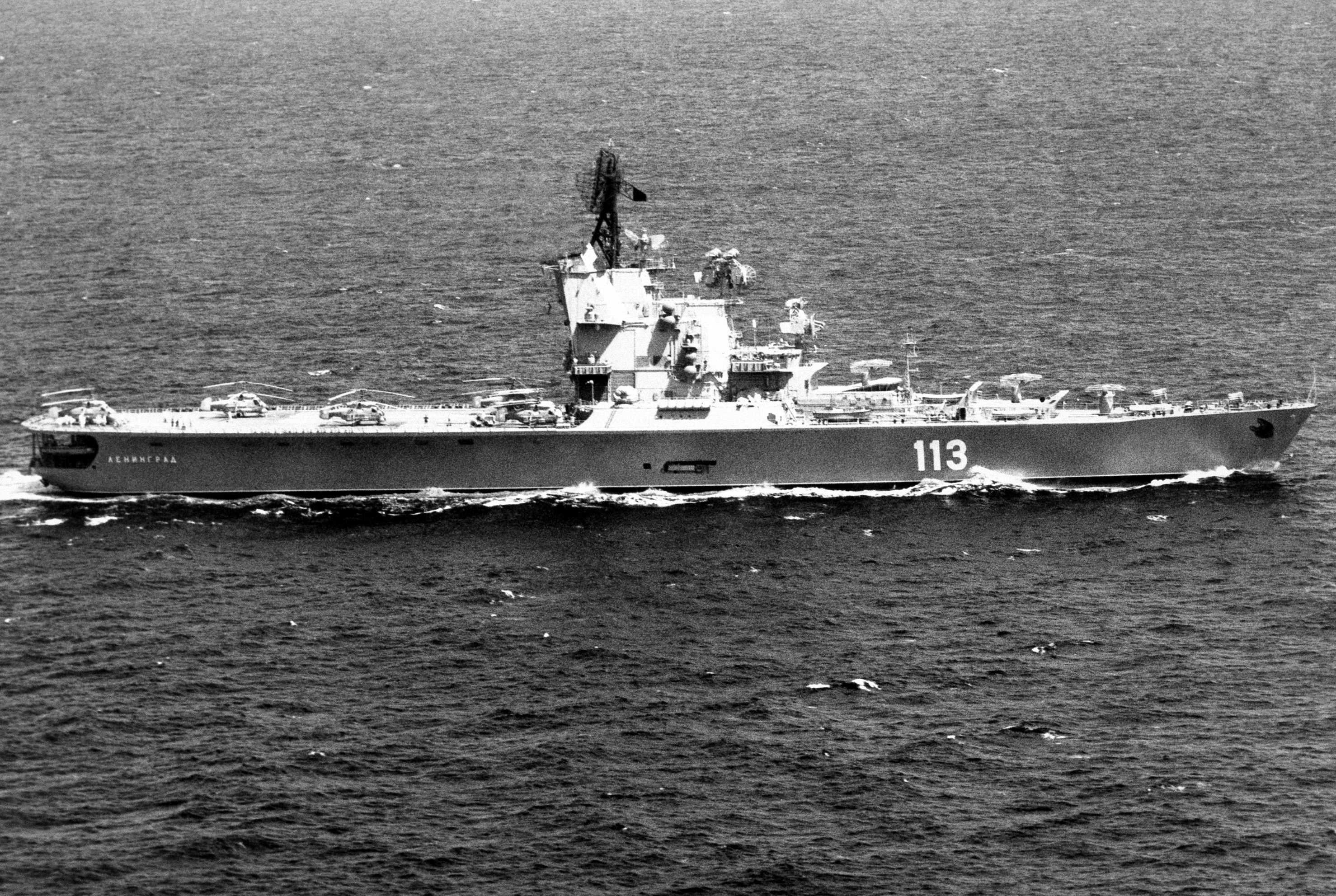
Flugdeckkreuzer der Moskwa-Klasse, 1985

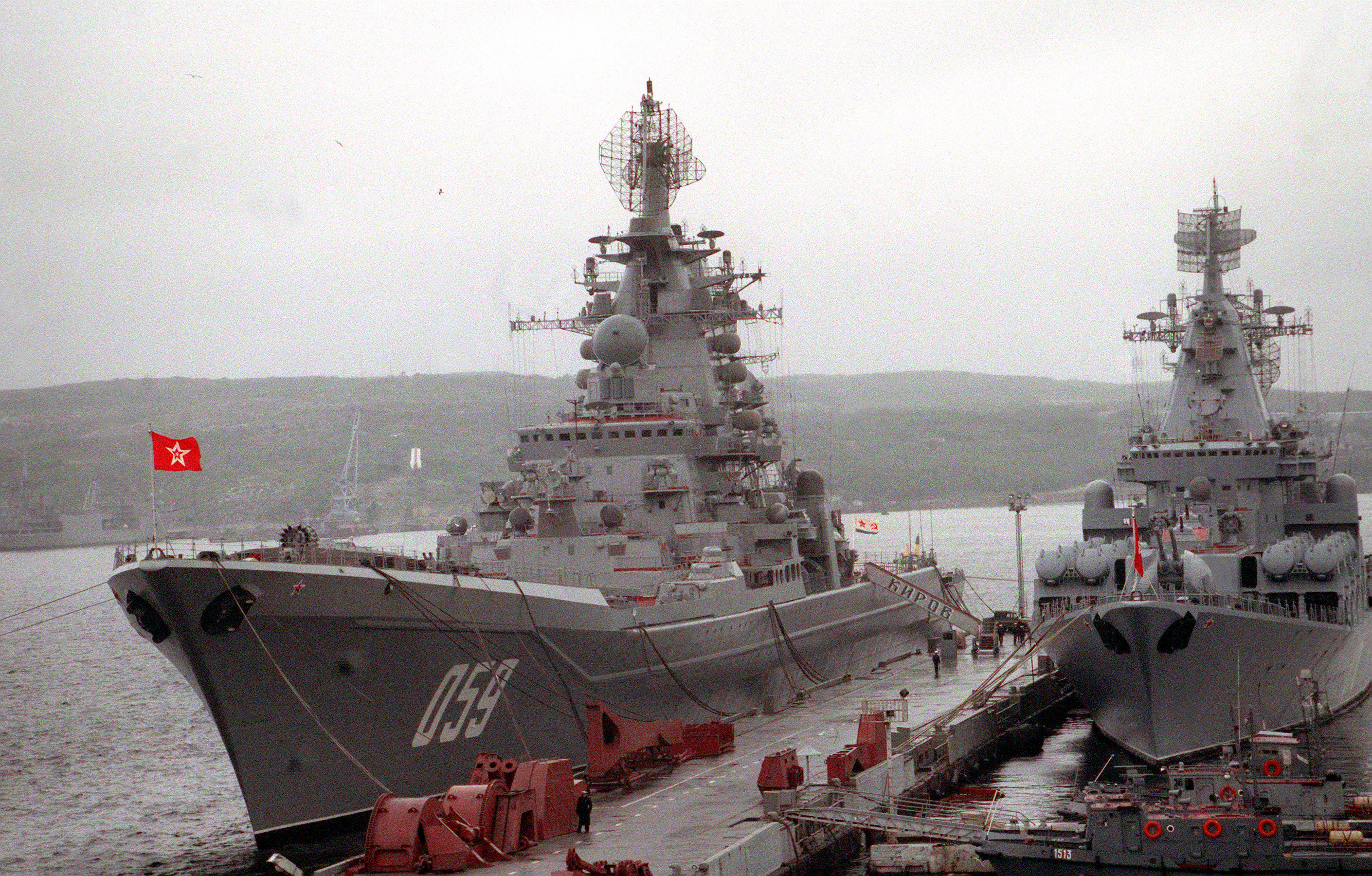
Nuklearkreuzer der Kirow-Klasse, 1992

- 4 Projekt 1134 Berkut (Kresta I-Klasse)
- 10 Projekt 1134A (Kresta II-Klasse)
- 4 Projekt 58 (Kynda-Klasse)
- 2 Projekt 68bis (Swerdlow-Klasse)

45 Zerstörer
- 11 Projekt 956 (Sowremny-Klasse)
- 11 Projekt 1155 (Udaloy-Klasse)
- 18 Projekt 61 (Kaschin-Klasse)
- 3 Projekt 57A (Krupny-Klasse)
- 2 Projekt 65M (Kildin-Klasse)

113 Fregatten
- 32 Projekt 1135 (Krivak-Klasse)
- 1 Projekt 1159 (Koni-Klasse)
- 18 Projekt 35 und Projekt 35M (Mirka-Klasse)
- 31 Projekt 159 (Petya-Klasse)
- 31 Projekt 50 (Riga-Klasse)

124 Korvetten
- 10 Projekt 133.1 (Parchim-Klasse)
- 36 Projekt 1234 (Nanuchka-Klasse)
- 78 Projekt 1124 (Grischa-Klasse)

41 Schiffe für amphibische Kriegsführung
- 2 Projekt 1174 (Iwan-Rogow-Klasse)
- 19 Projekt 775 (Ropucha-Klasse)
- 14 Projekt 1171 (Alligator-Klasse)
- 6 Projekt 770/771/773 (Poloncy-Klasse)

ca. 425 Patrouillenboote

## Oberbefehlshaber der sowjetischen Seekriegsflotte

### Seekriegsflotte der RSFSR
- Pawel Dybenko (8. November 1917–März 1918),
- Modest Iwanow (1918),
- Wassili Altfater (15. Oktober 1918 bis 20. April 1919),
- Jewgeni Berens (24. April 1919 bis 5. Februar 1920),
- Alexander Njomitz (5. Februar 1920 bis 22. November 1921)

### Seekriegsflotte der UdSSR

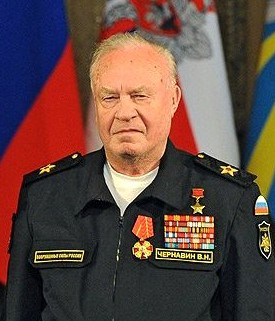
Wladimir Tschernawin, 2013

- Eduard Panzerschanski (1921–9. Dezember 1924),
- Wjatscheslaw Sof (9. Dezember 1924 bis 23. August 1926),
- Romuald Muklewitsch (Muklewicz) (23. August 1926 bis 11. Juni 1931),
- Wladimir Orlow (11. Juni 1931 bis 15. August 1937),
- Michail Wiktorow (15. August 1937 bis 30. Dezember 1937),
- Pjotr Smirnow (30. Dezember–5. November 1938),
- Michail Frinowski (5. November 1938 bis 20. März 1939),
- Nikolai Kusnezow (seit 27. April 1939 bis Januar 1947)
- Iwan Jumaschew (17. Januar 1947–Juli 1951),
- Nikolai Kusnezow (20. Juli 1951 bis 5. Januar 1956), zweite Amtszeit,
- Sergei Gorschkow (5. Januar 1956 bis 8. Dezember 1985); gilt als bedeutendster sowjetischer Marinestratege
- Wladimir Tschernawin (8. Dezember 1985–Dezember 1991)